# Thymus eliasii
Thymus eliasii là một loài thực vật có hoa trong họ Hoa môi. Loài này được Sennen & Pau miêu tả khoa học đầu tiên năm 1933 publ. 1934.